# Rassemblement du centre
Le Rassemblement du centre (RC) est un mouvement politique belge, aile droite du Parti social-chrétien puis du Centre démocrate humaniste.

## Histoire

### Création
Le RC est fondé en 1982 par des membres du PSC s’opposant à la dissolution du CEPIC.
Revendiquant l’héritage de son prédécesseur, le mouvement est néanmoins plus modéré que le CEPIC.

### Élection à la présidence du cdH de 2003
Le RC choisit comme candidat à l’élection de la présidence du cdH son président, Richard Fournaux pour affronter Joëlle Milquet et Denis Grimberghs, représentant de la Démocratie chrétienne Wallonie-Bruxelles.
Les Chrétiens démocrates francophones, parti dissident du cdH, apportent leur soutien à celui-ci.
Fournaux termine second, derrière Milquet.
L’année suivante, il rejoint les libéraux.

### Départ de Richard Fourneaux
Il est mis en sommeil après l’annonce du départ de son président, Richard Fournaux, pour le Mouvement réformateur en 2004.

## Relations avec le MR
Le 29 janvier 2004, Richard Fournaux réunit une quarantaine de membres du RC pour évaluer la possibilité que le mouvement rejoigne le MR. Les deux tiers de l’assemblée rejettent la proposition,.